# René-Jean Jacquet
René-Jean Jacquet (Bordeaux, 1933. június 27. – Reims, 1993. július 21.) francia labdarúgó, kapus.

## Pályafutása
1955 és 1961 között a Stade de Reims csapatában szerepelt, ahol két francia bajnoki címet és egy kupagyőzelmet ért el a csapattal. Tagja volt az 1955–56-os idényben BEK-döntős csapatnak. 1961–62-ben a Lille OSC együttesében fejezte be az aktív játékot.

## Sikerei, díjai
Stade de Reims
- Francia bajnokság (Division 1)
  - bajnok (2): 1957–58, 1959–60
- Francia kupa (Coupe de France)
  - győztes: 1958
- Bajnokcsapatok Európa-kupája (BEK)
  - döntős: 1955–56